# Vol Philippine Airlines S26
Le vol S26 de la Philippine Airlines était un vol intérieur opéré par Philippine Airlines qui a décollé de l'aéroport de Mandurriao à Iloilo le 23 novembre 1960 à 17 h 30 (UTC+08:00) vers l'aéroport international de Manille, près de Manille. À 18 h 33 l'équipage a donné son dernier rapport de position avant de s'écraser sur les pentes du mont Baco dans l'île de Mindoro à 6 000 pieds (1 800 m). L'épave a été retrouvée le 30 novembre et il n'y a eu aucun survivant.

## Avion
L'avion était un Douglas DC-3 fabriqué aux États-Unis pendant la Seconde Guerre mondiale et acheté par Philippine Airlines en 1946. L'avion a été acquis en 1948 et immatriculé PI-C142 un an plus tard.
En 1953, le PI-C142 a effectué un atterrissage forcé dans une rizière près de Tuguegarao sans faire de victimes. Il a été réparé et ré-immatriculé PI-C133 en 1954.
L'avion totalisait environ 18 000 heures de vol au moment de l'accident.

## Accident
L'accident est probablement dû à  une erreur de navigation, en raison des conditions météorologiques défavorables, d'une mauvaise visibilité, d'un vent latéral de l'est de 25 nœuds et d'un éventuel dysfonctionnement de l'équipement de navigation aéroporté dû à des perturbations atmosphériques et aux effets de nuit et de terrain.